# Илоило, Хосефа
Рату Хосефа Илоило (фидж. Josefa Iloilo, полное имя — Хосефа Илоиловату Улуивуда, фидж. ratu Josefa Iloilovatu Uluivuda, 29 декабря 1920, колония Фиджи — 6 февраля 2011, Сува, Фиджи) — фиджийский политик, третий президент Фиджи с 13 июля 2000 по 30 июля 2009.
С 11 мая 2007 года после кончины главы Самоа — Малиетоа Танумафили II Сусуга — и до 30 июля 2009 года, т.е. до своей отставки с поста президента, являлся самым пожилым действующим главой государства на планете.

## Биография
Некоторое время работал школьным учителем, был членом Палаты депутатов, Сената, председателем Сената. 18 января 1999 года стал вице-президентом страны при президенте Рату Камисесе Мара. После военного переворота, совершённого Фрэнком Мбаинимарамой и направленного на нейтрализацию попытки националистического переворота, организованного Джорджем Спейтом, 13 июля 2000 года избран президентом страны Большим Советом вождей, в 2006 году переизбран на второй срок. 5 декабря того же года его полномочия были временно прекращены из-за военного переворота, вновь приведшего к власти военных во главе с Фрэнком Мбаинимарамой. 4 января 2007 года Мбаинимарама возвратил Илоило пост президента, после чего тот 5 января назначил Мбаинимараму премьер-министром.
У Илоило наблюдалась болезнь Паркинсона, он регулярно проходил медицинское обследование в  Австралии.
9 апреля 2009 года президент Илоило отменил конституцию страны и запретил деятельность судей, объявив, что собирается сформировать переходное правительство для подготовки к проведению выборов в 2014 году.
В конце июля 2009 года Илоило подал в отставку с поста президента.